# Państwowa służba cywilna (II RP)
Państwowa służba cywilna (II RP) – wyodrębniony zespół urzędników administracji rządowej, kierujący się określonym systemem norm, wartości i procedur, mający na celu zapewnienia zawodowego, rzetelnego, bezstronnego i politycznie neutralnego wykonywania zadań państwa w urzędach administracji rządowej.  

## Powołanie służby cywilnej
Na podstawie ustawy z 1922 r. o państwowej służbie cywilnej powołano służbę cywilną, której  podlegali ministrowie oraz konstytucyjnie odpowiedzialni kierownicy innych władz naczelnych i urzędów centralnych. Ustawa stanowiła, że stosunek państwowej służby cywilnej miał charakter publiczno-prawny. Funkcjonariuszy dzieli się na dwie kategorie: urzędników oraz niższych funkcjonariuszów państwowych.
Ustawa z 1922 r. była dwukrotnie nowelizowana a mianowicie w 1924 r. oraz w 1932 r., co pozwoliło na doprecyzowanie niektórych paragrafów lub nadania im nowego brzmienia.

## Mianowanie urzędników
Mianowanie oznaczało powstania stosunku służbowego urzędnika. Mianowanie miało charakter stały lub okresowy. Urzędnikiem mógł być mianowany jedynie obywatel polski o nieskazitelnej przeszłości, posiadający zdolność do działań prawnych oraz uzdolniony fizycznie i umysłowo do pełnienia odnośnych obowiązków służbowych, władający biegle językiem polskim w mowie i piśmie.
Osoba, przeciw której toczyło się postępowanie karno-sądowe lub upadłościowe, albo też postępowanie o pozbawienie jej własnej woli, nie mógł być mianowanym urzędnikiem.  
Mianowanie urzędnika wymagało zezwolenia właściwej władzy naczelnej, o ile kandydat:
- nie ukończył osiemnastego roku życia,
- ukończył już czterdziesty rok życia, lecz przedtem nie pozostawał w służbie państwowej.

Według znowelizowanej ustawy z 1924 r. dodano, że urzędników Kancelarii Cywilnej Prezydenta RP mianował Prezydent Rzeczypospolitej Polskiej za kontrasygnatą Prezesa Rady Ministrów.
Z kolei zgodnie z postanowieniami ustawy z 1932 r. mianowanie urzędników I kategorii, zawierające awans do wyższego stopnia służbowego wymagało każdorazowo zgody Prezesa Rady Ministrów. Mianowanie urzędników II i III kategorii uzależnione było od warunków, które ustalał Prezes Rady Ministrów.
Mianowania na stanowiska podsekretarzy stanu i wojewodów dokonywał Prezydent RP na wniosek właściwej władzy naczelnej, uchwalony przez Radę Ministrów. 
Urzędników Sejmu mianował - Marszałek Sejmu, urzędników Senatu – Marszałek Senatu.
Mianowanie niższych funkcjonariuszy należało do właściwej władzy naczelnej, która przekazywała je kierownikom władz, urzędów i instytucji bezpośrednio podległych. 

## Kategorie urzędników
Kategorie urzędników wyodrębniano na podstawie poziomu wykształcenia. Kandydatów na urzędników dzielono na urzędników oraz na stanowiska służbowe w urzędach, według następujących trzech kategorii:
- I kategoria - wymagała wykształcenia wyższego, potwierdzonego złożeniem odpowiednich egzaminów;
- II kategoria - wymagała ukończenia wykształcania średniego ogólnokształcącego lub zawodowego;
- III kategoria - wymagała ukończenia szkoły powszechnej lub niższych klas szkoły średniej.

Na podstawie rozporządzenia Prezydenta RP z 1932 r. dodano, że w przypadkach zasługujących na szczególne znaczenie, właściwa władza naczelna mianowała osoby nie posiadającej przypisanego na stanowiska II lub III kategorii uprawień. Mianowanie na stanowiska I kategorii wymagało zgody Prezesa Rady Ministrów. 

## Stopnie służbowe
Dla każdego stanowiska służbowego określony był stopień służbowy oraz tytuł urzędowy. Mianowanie określało możliwie dokładnie zakres czynności urzędowych. 
Ustanowiono dwanaście stopni służbowych.
Zaliczenie stanowisk służbowych do poszczególnych stopni służbowych i ustalenie tytułów, następowało w wyniku rozporządzenia Rady Ministrów.
W przypadku stałej służby państwowej rozpoczynano pracę:  
- w I kategorii służbowej - od VIII stopnia służbowego,
- w II kategorii służbowej - od X stopnia służbowego,
- w III kategorii służbowej - od XI lub XII stopnia służbowego.

Kandydaci, ubiegający się o nadanie stanowiska w urzędzie, obowiązani byli złożyć dowód uzyskanego poziomu wykształcenia, przypisanego do danej kategorii.

## Starszeństwo służbowe
Starszeństwo służbowe urzędników równego stopnia służbowego ustalano na podstawie czasu służby na danym stanowisku.     
Przy ustalenia starszeństwa służbowego brano  kolejno pod uwagę:
- czas służby na danym stanowisku służbowym,
- czas służby państwowej o charakterze cywilnym lub wojskowym,
- starszeństwo wieku.

O starszeństwie służbowym praktykanta rozstrzygał wyłącznie czas służby przygotowawczej, wymaganej do mianowania na urzędnika stałego we właściwej kategorii stanowisk służbowych.  

## Obowiązki urzędnika
Urzędnik zobowiązany był wiernie służyć Rzeczypospolitej, przestrzegać ściśle ustaw i przepisów, wypełniać obowiązki swego urzędu gorliwie, sumiennie i bezstronnie oraz dbać według najlepszej woli i wiedzy o dobro sprawy publicznej i spełniać wszystko, co temu dobru służyło. Powinien  unikać wszystkiego, co by mu mogło szkodzić. Urzędnik zobowiązany był wypełniać każde zlecenie swoich przełożonych, o ile ono wyraźnie nie sprzeciwiało się obowiązującym przepisom ustawowym. W przypadku gdy  polecenie służbowe było  w przekonaniu urzędnika przeciwne dobru służby albo dobru publicznemu, wówczas urzędnik zobowiązany był spostrzeżenie swoje wyjawić władzy przełożonej.
Pod względem zachowania się obowiązywały urzędnika następujące zasady:
- urzędnik powinien w służbie i poza służbą strzec powagi swego stanowiska, zachowywać się zawsze zgodnie z wymaganiami karności służbowej i unikać wszystkiego, co mogłoby obniżyć poważanie i zaufanie, którego stanowisko jego wymagało. Również po przeniesieniu w stan nieczynny. winien zachowywać się w sposób, który by powadze jego stanowiska nie ubliżał;
- urzędnikowi nie wolno było wchodzić w związki lub zmowy, które mogły zakłócić należyty bieg zarządu państwowego lub normalnego toku urzędowania;
- wobec swych przełożonych urzędnik powinien zachowywać się z uszanowaniem, w stosunku zaś z innymi urzędnikami i podwładnymi z uprzejmością;
- w stosunkach urzędowych z interesantami powinien urzędnik, zachowując należytą powagę, być bezstronnym, uprzejmym i w granicach dopuszczalnych służyć im radą i pomocą;
- wszelkie prośby, przedstawienia i zażalenia w sprawach osobistych i urzędowych, wynikające ze stosunku służbowego, urzędnik powinien wnosić w drodze służbowej, a tylko w wypadkach, w których rodzaj sprawy tego wymaga bezpośrednio do wyższych władz przełożonych. Urzędnikowi bez zezwolenia władzy służbowej nie wolno było w żadnej formie wytaczać w prasie spraw związanych z jego urzędowaniem, jak również spraw, dotyczących jego stosunku służbowego.

## Odpowiedzialność służbowa
Bezpośrednio i pośrednio przełożona władza miała prawo zarzucić i krytykować podległym urzędnikom niewłaściwości w urzędowaniu lub zachowaniu się oraz niedbalstwo w służbie. Urzędników, którzy naruszali obowiązki swego stanowiska i urzędu w służbie lub poza służbą  przez czyn, zaniechanie lub zaniedbanie pociągano do odpowiedzialności karnej lub cywilnej, względnie do odpowiedzialności dyscyplinarnej lub porządkowej.
Za  wykroczenia służbowe nakładano następujące kary porządkowe:
- upomnienie,
- skrócenie lub odmowa urlopu wypoczynkowego.

Za występki służbowe nakładano następujące kary dyscyplinarne:
- naganę,
- odliczenie lat służby od roku do trzech,
- obniżenie stopnia służbowego jeden lub dwa, z zawieszeniem możliwości awansu na przeciąg jednego roku do lat trzech,
- przeniesienie w stały stan spoczynku z umniejszonym uposażeniem emerytalnym do 50%,
- wydalenie ze służby.

Zgodnie z nowelizowaną ustawą z 1932 r. każdy przełożony, powołany do wykonywania bezpośredniego lub pośredniego nadzoru służbowego, miał prawo zawiesić urzędnika w pełnieniu służby, gdy ten odmówił jawnie posłuszeństwa służbowego. Prawo zawieszania w służbie  przysługiwało także urzędnikowi, któremu powierzono przeprowadzenie inspekcji urzędu. Wniesienie zażalenia przeciwko zawieszeniu w służbie nie wstrzymywało skutków zawieszenia.

## Uposażenie funkcjonariuszy państwowych
Na podstawie ustawy z 1923 r. o uposażeniu funkcjonariuszy państwowych i wojska ustalono zasady uposażenia. Według znowelizowanej ustawy z 1933 r. funkcjonariuszami państwowymi w rozumieniu ustawy byli: urzędnicy, profesorowie i pomocnicze siły naukowe w państwowych szkołach akademickich, nauczyciele szkół państwowych i publicznych, pozostający na etacie Państwa, funkcjonariusze Straży Więziennej oraz niżsi funkcjonariusze państwowi.
Ustanowiono 12 grup uposażenia zasadniczego według następującej tabeli:
| Grupa uposażenia | Kwota uposażenia miesięcznego w złotych |
| I                | 9.000                                   |
| II               | 7.000                                   |
| III              | 5.500                                   |
| IV               | 4.200                                   |
| V                | 3.500                                   |
| VI               | 3.000                                   |
| VII              | 2.800                                   |
| VIII             | 2.600                                   |
| IX               | 2.400                                   |
| X                | 2.200                                   |
| XI               | 2.100                                   |
| XII              | 2.000                                   |

Rada Ministrów ustalała zasady zaszeregowania osób, oraz zasady automatycznego przechodzenia nauczycieli do wyższych grup uposażenia. Funkcjonariuszom państwowym Rada Ministrów przyznawała dodatki uzasadnione warunkami lokalnymi w kraju i na obszarze Wolnego Miasta Gdańska. Funkcjonariuszom państwowym, pełniącym służbę zagranicą, przyznawano  dodatki lokalne, których wysokość ustalał Minister Spraw Zagranicznych w porozumieniu z Ministrem Skarbu. Funkcjonariuszom państwowym, mianowanym (wybieranym) na stanowiska kierownicze, przyznawano z kolei dodatek funkcyjny.  Stanowiska kierownicze oraz wysokość dodatku funkcyjnego określało rozporządzenie Rady Ministrów.
Rada Ministrów przyznawała funkcjonariuszom państwowym dodatki służbowe, uzasadnione szczególnymi właściwościami służby. Osoby pobierające dodatek funkcyjny nie mogły otrzymać równocześnie dodatku służbowego. Ponadto funkcjonariuszowi państwowemu służyło prawo do dodatku rodzinnego, którego wysokość oraz warunki pobierania określi rozporządzenie Rady Ministrów.